# 曹山
曹山，旧名曹姥山，位于中国江苏省西南部，是南京市溧水区与常州市溧阳市的界山之一，属茅山山脉南部余脉，西北为回峰山，西南为芳山，东北、东南和西面皆为高平原，山势走向南北，主峰棋盘峰海拔288米。
曹山位于南京市溧水区东南、溧阳市西北，西北距溧水区白马集镇、东距溧阳市上兴集镇各约5千米。曹山是长江支流水阳江水系与太湖水系的分水岭。山脚有团结、大坝坊、姚河坝、鸡隆坝等小型水库。

## 溧阳曹山旅游度假区
2010年在溧阳市上兴镇西部曹山东南麓设立溧阳曹山现代农业产业园区，建设曹山慢城旅游区。2016年5月设立溧阳市曹山旅游度假区并成立管委会，2018年升为省级旅游度假区。
度假区规划面积9.02平方公里，东至341省道，南至自行车公园绿道，西至南京溧水区界，北至曹山山脚。度假区内有天之福、紫竹林、日日春、白露山等旅游农庄和京宁禅寺等景点。
京宁禅寺，位于曹山南麓，原建於清代，后毁，1998年后重建。